# Alberto Pestalozza
Alberto Pestalozza, né en 1851 à Turin et y décédé le 8 juin 1934 à Turin est un compositeur italien. Il est l'auteur d'opérettes et de chanson dont son plus grand succès Ciribiribin

## Biographie
Après des études à l'Institut de Musique de la Ville de Turin, Alberto Pestalozza commence à composer des comédies musicales et des opérettes, puis passe à la musique légère, travaillant également comme commis dans les chemins de fer.
En 1898, il a écrit la musique de Ciribiribin, sur un texte de Carlo Tiochet. La chanson, publiée par les éditions musicale Carisch musique, obtient un succès immédiat, grâce à la chanteuse autrichienne Mitzi Kirchner.
Au fil des ans, la chanson sera enregistrée plusieurs fois, tant par des artistes italiens (Enrico Caruso Trio Lescano, Renato Carosone, Carlo Pierangeli, Claudio Villa, Mario Lanza) qu'étrangers (Benny Goodman, Harry James, Grace Moore, Frank Sinatra, Frank Pourcel).
En 1900, il compose une prière pour la mort du roi Umberto, sur le texte de la reine Margherita.
En décembre 1914, il compose I pescatori di san Leo.
Il décède à 83 ans dans sa maison de la Via Valperga Caluso 11 à Turin.

## Source
- (it) Cet article est partiellement ou en totalité issu de l’article de Wikipédia en italien intitulé « Alberto Pestalozza » (voir la liste des auteurs).